# Kazimierz Klimek
Kazimierz Władysław Klimek (ur. 30 stycznia 1934 w gminie Biecz, zm. 16 kwietnia 2019) – polski geograf, geomorfolog i profesor nauk geograficznych.

## Życiorys
Okres studiów geografii 1952-1956 na Uniwersytecie Jagiellońskim zakończył w 1957 pracą magisterską Ewolucja geomorfologiczna dorzecza Solinki, Bieszczady. Po studiach pracował kilka lat jako nauczyciel geografii w Krakowie. W latach 1960-1979 był pracownikiem naukowym Instytutu Geografii PAN w Zakładzie Geomorfologii i Hydrologii w Krakowie, następnie od 1979 do 1991 pełnił funkcję kierownika Zakładu Ochrony Przyrody (obecnie Instytut Ochrony Przyrody PAN) przy Polskiej Akademii Nauk w Krakowie.
W 1968 roku był uczestnikiem wyprawy naukowej na południową Islandię oraz do innych krajów, natomiast w latach 1974-1980 kierownikiem siedmiu ekspedycji Instytutu Geografii PAN do Mongolii. W wyniku badań przeprowadzonych na terenie Polski i innych krajów napisał liczne rozprawy, komunikaty i monografie na temat glacjologii, paleogeografii oraz geomorfologii opublikowane w czasopismach naukowych. Kilka jego prac dotyczy Karpat Zachodnich i ich przedpola oraz innych gór, w tym Changaj w Mongolii. Pisał też na temat ochrony przyrody w Polsce.
Uchwałą Rady Naukowej Instytutu Geografii i Przestrzennego Zagospodarowania PAN (IGiPZ) nadano Kazimierzowi Klimkowi z dniem 24 listopada 1982 tytuł profesora nadzwyczajnego. Po kilku latach został profesorem zwyczajnym Wydziału Nauk o Ziemi Uniwersytetu Śląskiego oraz kierownikiem Zakładu Paleogeografii Systemów Stokowo-Dolinnych przy Katedrze Paleogeografii i Paleoekologii Czwartorzędu na Wydziale Nauk o Ziemi Uniwersytetu Śląskiego. Specjalizował się w dziedzinach: 1. geomorfologia systemów dolinnych, 2. wpływ człowieka na geosystemy stokowo dolinne. Był wieloletnim wykładowcą na Uniwersytecie Śląskim, członkiem Polskiego Towarzystwa Geologicznego.

## Staże i ekspedycje naukowe
- 1967: Uniwersytet w Uppsali
- 1968: Islandia, Sandr Skeiðarársandur
- 1978: Keele University
- 1973: Rumunia
- 1974-1990: Mongolia i Bułgaria
- 1996: Spitsbergen

## Wybrane publikacje
- W sprawie genezy moren czołowych położonych na południe od Częstochowy. Polska Akademia Nauk, Kraków 1962
- Deglacjacja północnej części Wyżyny Śląsko-Krakowskiej w okresie zlodowacenia środkowopolskiego. Wydawnictwa geologiczne, 1966
- Studies on deglaciation in Poland. (Studia nad przebiegiem deglacjacji w Polsce). 1969
- Analiza i ocena środowiska geograficznego powiatu ropczyckiego (dla potrzeb planowania regionalnego). 1969
- Współczesne procesy fluwialne i rzeźba równiny Skeiðarársandur (Islandia). Zakład Narodowy im. Ossolińskich, 1972
- Vertical zonality in the southern Khangai Mountains (Mongolia). Polska Akademia Nauk, 1980
- Results of the Polish-Mongolian Physico-Geographical Expedition by Polish-Mongolian Physico-Geographical Expedition. 1980
- Mongolian dry steppe geosystems. A case study of Gurvan Turuu Area. Results of the Polish-Mongolian physico-geographical expedition. 1983
- Liczebność i reprodukcja bociana białego, ustalone na podstawie kontroli terenowych i danych ankietowych. (Number and reproduction of the white stork according to results of field control and inquiry data). Państwowe Wydawnictwo Naukowe, Warszawa 1985
- System ochrony przyrody i krajobrazu województwa krośnieńskiego. 1987
- Effect of industrial emissions on the selected ecosystem elements. (Wpływ emisji przemysłowych na wybrane elementy ekosystemów). 1988
- Antropopresja w wybranych strefach morfoklimatycznych. Zapis zmian w rzeźbie i osadach. Wydział Nauk o Ziemi Uniwersytetu Śląskiego, Sosnowiec 2012, ISBN 978-83-61644-33-0.